# Pleasant Valley (CDP, New York)
Pour les articles homonymes, voir Pleasant Valley.
Pleasant Valley est une census-designated place du comté de Dutchess, dans l'État de New York, aux États-Unis,. En 2020, elle compte une population de 1 603 habitants.